# Zoltan Sabo
Zoltan Sabo (sinh ngày 26 tháng 5 năm 1972 - mất ngày 15 tháng 12 năm 2020) là một cầu thủ bóng đá người Serbia.

## Sự nghiệp câu lạc bộ
Zoltan Sabo đã từng chơi cho Avispa Fukuoka.

## Thống kê câu lạc bộ

### J.League
| Đội            | Năm       | J.League | J.League | J.League Cup | J.League Cup | Tổng cộng | Tổng cộng |
| Đội            | Năm       | Trận     | Bàn      | Trận         | Bàn          | Trận      | Bàn       |
| -------------- | --------- | -------- | -------- | ------------ | ------------ | --------- | --------- |
| Avispa Fukuoka | 2002      | 17       | 1        | -            | -            | 17        | 1         |
| Tổng cộng      | Tổng cộng | 17       | 1        | 0            | 0            | 17        | 1         |